# San Antonio del Norte (ort)
San Antonio del Norte är en ort i Honduras.   Den ligger i departementet Departamento de La Paz, i den sydvästra delen av landet, 60 km väster om huvudstaden Tegucigalpa. San Antonio del Norte ligger 301 meter över havet och antalet invånare är 1 002.
Terrängen runt San Antonio del Norte är kuperad åt nordväst, men åt sydost är den bergig. Runt San Antonio del Norte är det ganska tätbefolkat, med 90 invånare per kvadratkilometer. Närmaste större samhälle är Caridad, 6,4 km söder om San Antonio del Norte. Omgivningarna runt San Antonio del Norte är en mosaik av jordbruksmark och naturlig växtlighet.